# Gladio (arma)
Il gladio (in latino gladius - lett. "spada") era il nome della spada utilizzata dai soldati romani nel corso della storia dell'esercito romano.
Le prime spade dell'Antica Roma erano simili a quelle in uso nella Magna Grecia, adottate per mediazione degli Etruschi: gli xiphos a lama diritta e le makhaira a lama curva.
A partire dal III secolo a.C., i soldati della Repubblica Romana adottarono spade di tipo celtico in uso ai Celtiberi durante la conquista dell'Hispania, e pertanto definito gladius hispaniensis. Durante il periodo imperiale il gladio fu usato nelle varianti del tipo "Magonza" e del tipo "Pompei", per poi essere sostituito nel III secolo nell'equipaggiamento della fanteria dalla spatha a lama più lunga e sottile, già usata dalle truppe di cavalleria.

## Etimologia
Gladius (plurale, sia nominativo sia vocativo, "gladiī") è un sostantivo maschile latino di seconda declinazione. L'etimo vale per qualsiasi spada, non specificamente alla moderna definizione di gladius, e compare in letteratura latina già tra III e II secolo a.C. nelle opere di Plauto (Casina, Rudens) e di Quinto Ennio che ne adotta l'uso in poesia in sostituzione del vocabolo "ensis" d'uso precedente.
Si ritiene trattarsi di una parola celtica, mediata al latino dalla lingua etrusca: kladi(b)os o *kladimos ("spada"), donde cleddyf ("spada", lingua gallese), klezeff ("spada", lingua bretone), claideb/claidheamh ("spada" rispettivamente in irlandese antico e moderno) da cui forse l'antico irlandese claidid ("scavare") e il gallico-bretone cladia/clado ("fossa, trincea, valle cava").
Da "gladio" derivano le parole "gladiatore" e "gladiolo".

## Storia

### Origine

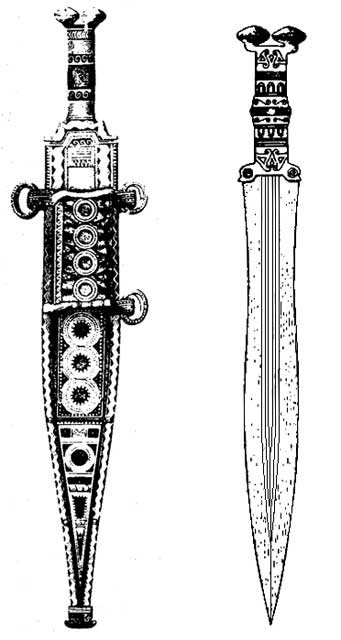
Spada celtibera della "Cultura Cogotas II" (700 a.C.) con la foggia del successivo gladio "tipo Magonza".

A cavallo tra il III ed il II secolo a.C., comunque entro la seconda guerra punica, il legionario romano abbandonò le spade del periodo monarchico e alto-repubblicano, lo xiphos e la makhaira greche, per una robusta arma di chiara derivazione celtica, il gladius hispaniensis o iberiké machaira(«spada iberica»).
Spade con massiccia lama a foglia, dalla punta molto marcata, sono state attestate dai ritrovamenti archeologici come già presenti in Spagna nell'VIII secolo a.C., al tempo della "Cultura Cogotas", responsabile della diffusione in loco della tecnologia metallurgica della proto-celtica Cultura di Hallstatt e della successiva, celtica, Cultura di La Tène.
Non è oggi ancora chiaro quando e come esattamente l'adozione della nuova spada occorse:
- secondo una leggenda, fu Scipione l'Africano il primo a portare a Roma dei gladii hispanici. Subito dopo la conquistato Carthago Nova (v. Assedio di Cartagena, 209 a.C.), colonia cartaginese spagnola nota come centro di produzione delle migliori spade dell'Iberia, il generale romano pretese dai fabbri cittadini la produzione di 100.000 spade come scotto per la salvezza della loro comunità;[13]
- secondo altre fonti, i romani avrebbe avuto accesso a spade di produzione ispanica sin dal IV secolo a.C. quando Roma affrontò la "minaccia gallica" sul suolo italico. Fu durante la Battaglia del fiume Anio (361 a.C.) che il romano Tito Manlio avrebbe usato un gladius hispaniensis nel duello contro il barbaro celta che gli valse il soprannome di "Torquato" (portatore del torque, ornamento da lui strappato al nemico ucciso).[14][15] In questo caso, si potrebbe però trattare di un anacronismo terminologico causato dalla lunga convenzione di denominazione della prima spada repubblicana.[16]

### Evoluzione
Il Gladius hispaniensis restò in uso alle forze romane (anche alla cavalleria) sino al I secolo d.C. dopodiché fu sostituito da altre due tipologie di gladio che gli studiosi nominano, in ragione della provenienza dei reperti, il Gladio tp. "Magonza" e il Gladio tp. "Pompei".
Il Gladio tp. "Magonza" si afferma durante la Pax Augustea, sovrapponendosi alla spada iberica nel corso della prima metà del I secolo. La maggior parte dei reperti provengono dal territorio romano in Germania (molti reperti sono stati trovati nel letto del Reno), da Magonza e da altre località presso le quali si trovarono spade che crearono sotto-categorie: es. Gladio Magonza-Fulham; Gladio Magonza-Sisak; ecc.
Il Gladio tp. "Pompei" (dal gran numero di reperti trovati a Pompei) sostituisce il Gladio tp. "Magonza" a partire dalla metà del I secolo e resta in uso sino ad essere sostituito dalla spatha al principio del III secolo d.C. Come il "Magonza", anche il Gladio "Pompei" ha delle sottocategorie dovute a reperti provenienti da diverse località dell'Impero. Si tratta, con buona probabilità, di un esempio di arma quanto più possibile standardizzata per permetterne la produzione su vasta scala al fine di rifornire quello che al tempo era l'esercito più grande (e più dispendioso) mai esistito.

## Costruzione

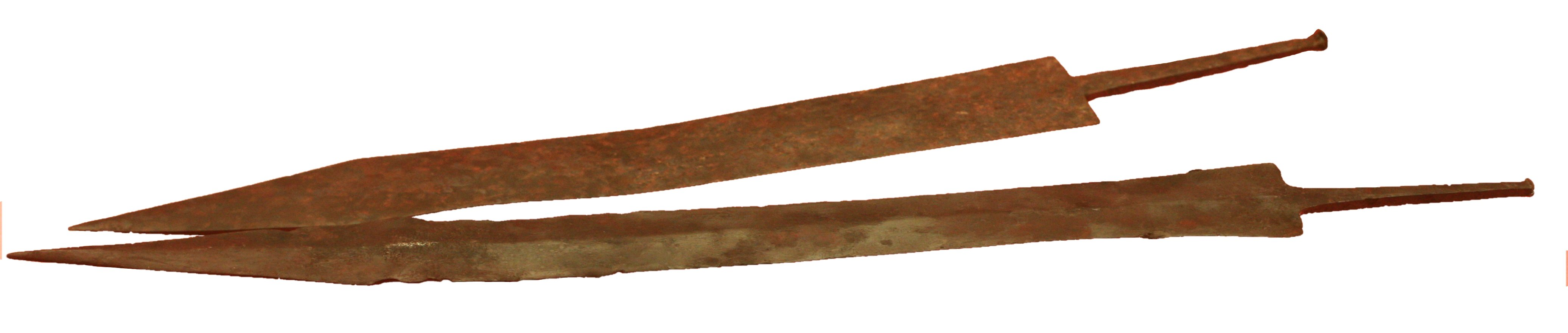
Lame di Gladio tp. "Magonza".

Un recente studio metallurgico su due spade etrusche, un kopis dal VII secolo a.C. di Vetulonia e un gladio ispanico dal IV secolo a.C. di Chiusi, fornisce una buona testimonianza della metallurgia romana d'Età Repubblicana:
- la spada di Vetulonia fu fabbricata con il processo dell'acciaio saldato con cinque blumi ad una temperatura di 1163 °C che hanno lasciato cinque strisce a diverso contenuto di carbonio. Il nucleo centrale della spada conteneva al massimo 0,15-0,25% di carbonio. Sui bordi sono state posizionate quattro strisce di acciaio a basso tenore di carbonio (0,05-0,07%) e il tutto è stato saldato insieme a colpi di martello. La forgiatura continuò fino a quando l'acciaio non fu freddo, producendo una ricottura centrale. La spada era lunga 58 cm;[18]
- la spada di Chiusi è stata creata con un singolo blumo a 1237 °C. Il contenuto di carbonio varia da 0,05-0,08% nella parte centrale della spada a 0,35-0,4% sulla lama, da cui gli autori deducono che potrebbe essere stata utilizzata una qualche forma di carbocementazione. La spada era lunga 40 cm e la lama si restringeva in prossimità dell'elsa.

Inclusioni di sabbia e ruggine indebolirono le due spade e senza dubbio limitarono la forza delle spade durante il periodo romano.

## Utilizzo
Tutti i diversi modelli di gladio, sin dal principio, venivano portati dai legionari sul fianco destro e venivano estratti con una torsione del braccio destro. Questo per non intralciare l'uso dello scutum (it. "scudo") che veniva portato e usato con il braccio sinistro.
Il gladius hispaniensis era arma più versatile, il cui utilizzo nelle mischie di fanteria non si limitava a semplici affondi (come lo xiphos degli opliti greci) ma poteva essere impiegato efficacemente per la scherma uno-vs-uno e per potenti colpi di taglio. Esemplare in questo senso la descrizione dei mortiferi effetti della spada spagnola riportati da Livio nella narrazione della Seconda guerra macedonica. Il legionario, soprattutto in epoca imperiale, se ne serviva però principalmente nell'affondo. La punta triangolare, ben affilata da ambo i lati, era progettata con l'intenzione di penetrare facilmente le carni del nemico (Vegezio, «con la punta si uccide più in fretta»). Le ridotte dimensioni dell'arma, specialmente dei modelli imperiali, permetteva il suo utilizzo nel combattimento ravvicinato imposto dal muro di scudi (v.si testuggine) rispetto alla spada lunga che richiedeva maggiore mobilità e spazio.
Il gladio era oltretutto una delle armi più usate nei combattimenti-spettacolo organizzati negli anfiteatri. I duellanti presero quindi dalla loro arma più comune il celeberrimo nome di gladiatori.

## Descrizione
Le differenze tra le varie tipologie di gladio sono sottili. La spada ispanica repubblicana era un'arma di buone lunghezza e spessore, con una leggera curvatura della lama "a vita di vespa" o "a foglia". La varietà "Magonza", entrata in uso sulla frontiera germanica, la più "calda" del primo periodo imperiale, mantenne la curvatura ma accorciò e allargò la lama, rendendo la punta marcatamente triangolare forse con l'intento di massimizzare l'efficacia dell'arma nelle mischie serrate che permisero ai legionari di avere la meglio sui germani armati con lame più lunghe (la tipologia ebbe appunto massiva distribuzione delle terre più settentrionale dell'Impero). In Italia, nel cuore dell'Impero, entrò in uso la versione meno specializzata "Pompei", con filo rigorosamente diritto e punta non molto marcata. Il "Magonza-Fulham" era un compromesso tra le due versioni: fili paralleli ma punta lunga.
Gladius hispaniensis
Era il gladio utilizzato durante l'età repubblicana (adottato almeno dalla seconda guerra punica, e appeso sul fianco destro di Hastati, Principes e Triarii) e i primi anni dell'impero, chiamato così per la sua derivazione iberica. Era fornito di una punta di eccezionale efficacia, capace, inoltre, di colpire con violenza di taglio su entrambi i lati, poiché la lama è molto robusta. Complessivamente misurava circa 75 cm (lama 60-66 cm x 4,5-5,5 cm) e fu utilizzato per molto più tempo rispetto ai successivi.
Gladio tp. "Magonza"
All'inizio del I secolo il gladio tp. "Magonza" era il più diffuso. Aveva la parte centrale della lama rastremata e una punta molto lunga. Le lunghezze delle lame rinvenute variano nell'intervallo 40-55 cm con una larghezza che era compresa nella parte superiore tra 54 e 74 mm, mentre nella parte inferiore prima della punta era di 48–60 mm. Era particolarmente adatto a trafiggere con la sua punta che poteva arrivare fino a 20 cm di lunghezza.
Gladio tp. "Pompei"
Sul finire del I secolo fu introdotto un nuovo modello di gladio: il tp. "Pompei". Questo aveva la lama dritta con lunghezza standardizzata sui 50 cm e larghezza nell'intervallo 4-5 cm. Era molto più bilanciata del "Magonza" ed era adatta per causare ferite da taglio e da affondo.
Entrambi i modelli "Magonza" e "Pompei" avevano un'elsa (capulus) composta da impugnatura in legno, osso o avorio protetta da una guardia semiovale in legno, chiusa a contatto con la lama da un disco di bronzo, ed erano controbilanciati da un pomello in legno o altro materiale pregiato.
Il fodero del gladio era composto da due lamine di legno sottile, arricchite da lamine di bronzo e chiuse all'estremità da un puntale parimenti in bronzo. Le lamine in bronzo potevano essere riccamente decorate con la tecnica del c.d. "opus interrasile".

Quattro anelli di sospensione permettevano di fissare il fodero al cingulum (pratica di probabile origine iberica).

### Fonti primarie
- (FR) Beurlier E, Gladius, in Dictionnaire des Antiquités Grecques et Romaines, II.2, Parigi, Librairie Hachette et Cie, 1896,  pp. 1600-1608.
- (LA) Tito Livio, Ab Urbe condita libri.
- (GRC) Polibio, Storie.
- (LA) Claudio Quadrigario, Annali.
- (LA) Vegezio, Epitoma rei militaris.

### Fonti secondarie

#### In italiano
- E. Abranson & J.P. Colbus, La vita dei legionari ai tempi della guerra di Gallia, Milano, 1979.
- Cascarino, Giuseppe, L'esercito romano. Armamento e organizzazione: Vol. I - Dalle origini alla fine della repubblica, Rimini, Il Cerchio, 2007, ISBN 88-8474-146-7.
- Cascarino, Giuseppe, L'esercito romano. Armamento e organizzazione: Vol. II - Da Augusto ai Severi, Rimini, Il Cerchio, 2008, ISBN 88-8474-173-4.
- Peter Connolly, L'esercito romano, Milano, Mondadori, 1976.
- Le Bohec, Y. (2008), L'esercito romano da Augusto alla fine del III secolo, 7. rist., Roma.
- Le Bohec, Y. (2008), Armi e guerrieri di Roma antica. Da Diocleziano alla caduta dell'impero, Roma, ISBN 978-88-430-4677-5.
- Milan, A. (1993), Le forze armate nella storia di Roma Antica, Roma.

#### In altre lingue
- (EN) Peter Connolly, Greece and Rome at war, Londra, Greenhill Books, 2006, ISBN 978-1-85367-303-0.
- Fields, N. (2006), Roman Auxiliary Cavalryman, Oxford.
- Goldsworthy, A.K. (1998), The Roman Army at War, 100 BC-AD 200, Oxford-New York.
- Keppie, L. (1998), The Making of the Roman Army, from Republic to Empire, Londra.
- McDowall, S. (1994), Late Roman Infantryman, Oxford.
- Parker, H. (1958), The Roman Legions, New York.
- J Penrose, Rome and Her Enemies: An Empire Created and Destroyed by War, Osprey Publishing, 2008, ISBN 978-1-84603-336-0.
- Watson, A. (1999), Aurelian and the Third Century, Londra & New York.
- Webster, G. (1998), The Roman Imperial Army, Londra - Oklahoma.